# БТТ-1
БТТ-1 — советский бронированный тягач тяжёлый на базе САУ ИСУ-152.

## Описание конструкции

### Броневой корпус и башня
Машина была создана путём переоборудования тяжёлой САУ ИСУ-152. Лобовая часть корпуса была изменена. Для толкания танков с помощью бревна в нижней части лобового листа были приварены два упора. Изменениям подверглась также и крыша рубки. Для увеличения жёсткости конструкции к ней была приварена балка с подкосами. Внутреннее пространство машины делилось на три отделения: силовое, машинное и отделение управления.
В средней части корпуса располагалось машинное отделение, в котором был размещен механизм отбора мощности с лебёдкой, имевшей рабочую длину троса в 200 метров и тяговое усилие 25 тс. Управление лебёдкой осуществлял механик-водитель со специального сиденья, у которого были установлены два рычага управления.
Для упора машины в грунт, в корме БТТ-1 было установлено сошниковое устройство. Также на корпусе был установлен разборный кран, грузоподъёмность которого составляла 3 тонны, а вылет стрелы 3100 мм. Для перевозки грузов на крыше корпуса имелась специальная платформа с полезной нагрузкой в 3 тонны.

### Средства наблюдения и связи
Для движения в условиях плохой видимости, а также ночью у механика-водителя был установлен прибор наблюдения БВН. Для внешней связи была смонтирована радиостанция Р-113, а для внутренней использовалось танковое переговорное устройство Р-120.

### Двигатель и трансмиссия
На БТТ-1 был установлен модифицированный двигатель В-12-5, имевший обозначение В-54К-ИСТ. Основные конструктивные отличия имел коленчатый вал двигателя. Вместо крышки центрального подвода масла на переднем конце коленвала была установлена проставка, имевшая отверстие, предназначенное для прохода валика механизма отбора мощности. Внутренние шлицы коленвала находились в зацеплении со шлицами валика.
Также в конструкции двигателя были изменены выпускные коллекторы и раструб водяного насоса. Дополнительно был установлен 150 литровый топливный бак, крепившийся в машинном отделении.

### Ходовая часть
Ходовая часть была полностью идентичная базовой машине.